# 太陽的Komachi Angel
〈太陽的Komachi Angel〉（日语：／ Taiyou no Komachi Angel）是日本音樂組合B'z的歌曲。於1990年6月13日作為第5張單曲由BMG ROOMS發行。

## 概要
本作是與前作時隔約3週左右發行的單曲。2003年3月26日，以數位修復12cm化（Maxi Single）再發售。
是B'z的單曲・專輯總體首張獲得Oricon公信榜冠軍之作品，現在亦持續中的單曲連續獲得Oricon冠軍紀錄即是從本作開始的。擁有自發售起約將近1年的暢銷榜紀錄，與幾乎同時期發售的前作『BE THERE』及8th單曲『LADY NAVIGATION』並列成為了長期暢銷作品。
本曲在該年獲得了日本有線大獎「最多點播歌手獎」（最多リクエスト歌手賞）。

## 收錄曲
1. （太陽的Komachi Angel）(4:12)
本曲採用了拉丁諸語圈（西班牙、葡萄牙等）的古典音樂中經常使用的節奏（所謂的拉丁調）。
標題中的「Komachi」為日語的羅馬字，源於小野小町相傳容貌美豔絕倫，使小町成為後世「當地聞名美女」的代稱，此稱呼多附於城鎮地名後，例如津山小町等。
以當時標題的命名水平而言似乎亦令松本感到驚愕，稻葉自身亦表示不清楚為何成為了此般標題[注 1]。松本似乎自此不再為任何曲名感到訝異[注 2]。
作為英語版本存在「Komachi-Angel Red Hot Style」（收錄於2nd迷你專輯『WICKED BEAT』）。
未收錄於原創專輯中，但之後在精選輯『B'z The Best "Pleasure"』裡成為了跨越8年首次收錄。不過，並未收錄於成為20週年紀念的大型精選輯『B'z The Best "ULTRA Pleasure"』、『B'z The Best "ULTRA Treasure"』[注 3]。
與「BE THERE」作為每日替換曲，在『B'z LIVE-GYM "BREAK THROUGH"』上被先行演奏。
在現在的演唱會上演奏時會強調拉丁調，並且觀眾會在前奏與結尾打拍子已成為了慣例。
2. (4:53)
與標題曲對比地唱出了夏日終曲的抒情曲。
儘管不太使用到吉他，但松本自身在官方粉絲俱樂部會報誌上的留言中表示是一首很鍾意的曲子。
在1992年舉行的巡迴演唱會『B'z LIVE-GYM Pleasure '92 "TIME"』上成為了演唱會首次披露。
至今也依然未收錄於專輯中。

## 商業搭配
- 三貴（日语：三貴）「Camellia Diamond」廣告曲 (#1)

## 製作人員
- 松本孝弘：吉他、全曲作曲・編曲
- 稻葉浩志：主唱、全曲作詞
- 明石昌夫：全曲編曲
- B+U+M

## 收錄專輯
- B'z TV Style SONGLESS VERSION（日语：B'z TV Style SONGLESS VERSION）（TV Style）
- WICKED BEAT（全英詞版本「Komachi-Angel Red Hot Style」）
- B'z The Best "Pleasure"
- B'z The Best XXV 1988-1998

## 演唱會影像作品
- JUST ANOTHER LIFE（日语：JUST ANOTHER LIFE）
- "BUZZ!!" THE MOVIE（日语："BUZZ!!" THE MOVIE）（原音樂版本）
- Typhoon No.15 ～B'z LIVE-GYM The Final Pleasure "IT'S SHOWTIME!!" in 渚園～
- B'z The Best "ULTRA Treasure"（特典DVD）
- B'z LIVE in なんば 2006 & B'z SHOWCASE 2007 -19- at Zepp Tokyo（日语：B'z LIVE in なんば 2006 & B'z SHOWCASE 2007 -19- at Zepp Tokyo）
- B'z LIVE-GYM Pleasure 2013 ENDLESS SUMMER -XXV BEST-
- B'z COMPLETE SINGLE BOX（特典DVD）

## 其他
- 自發表2年後於1992年，被來自飯島直子與網濱直子（日语：網浜直子）的組合W-NAO翻唱。
- 在動畫『銀魂』115話中，出現了登場人物歌唱了同曲的場面（在原作漫畫中亦登場了同樣的場面）。
- 前任讀賣巨人内野手片岡治大將本曲作為登場曲使用（2013年 - 2017年）。

## 腳註

### 出典
1. ↑  . 日本唱片協會.   [2020-01-14]. （原始内容存档于2015-09-24）.
2. ↑  . ORICON NEWS (Oricon). 2017-06-20  [2018-10-17]. （原始内容存档于2018-10-18）.
3. ↑  . 有線放送キャンシステム株式会社.   [2019-11-23]. （原始内容存档于2020-05-21）.
4. ↑   42. B'z Party. 1999-06.